# Винокуров Сергій Маркіянович
Сергі́й Маркія́нович Виноку́ров (нар. 18 листопада 1948, м. Білгород Дністровський Одеська область) — правознавець, суддя Конституційного Суду України (2010—2011), заслужений юрист України.
Закінчив юридичний факультет Київський університет (1971). Працював слідчим прокуратури Дніпровського району м. Києва і старшим слідчим прокуратури міста Києва; 1980—1994 — прокурор Мінського району м. Києва; 1994—1998 — 1 й заступник прокурора м. Києва; 1998—2010 — заступник, 1-й заступник Генерального прокурора України. 15 червня 2010 року Президентом України призначений суддею Конституційного Суду України. Присягу склав 16 червня 2010 року на спеціальному пленарному засіданні Конституційного Суду України, 12 травня 2011 обраний заступником Голови Конституційного Суду України. Припинив повноваження судді Конституційного Суду України та звільнений з посади 19 листопада 2013 року. Вступив на посаду члена Вищої ради юстиції 05 вересня 2013 року. 

## Родина
Дружина Людмила Федорівна — кандидат юридичних наук, доцент кафедри господарського права юридичного факультету Київського національного університету імені Тараса Шевченка.
Син Костянтин — суддя окружного адміністративного суду м. Києва.

## Нагороди
Орден «За заслуги» 3-го (2006) і 2-го (2008) ступеня.